# کنسرتو پیانو شماره ۸ (موتسارت)
کنسرتوی پیانو شماره ۸ در دو ماژور، که به نام «کنسرت لوتزو» نیز شناخته می‌شود، هشتمین اثر موتسارت در فرم کنسرتو‌ برای پیانو است. این کنسرتو در آوریل سال ۱۷۷۶ نوشته شده است؛ یعنی همان سالی که سرناد هافنر (کشل. ۲۵۰) نیز ساخته شد. کنتس آنتونیا لوتزو، که در آن زمان ۲۵ یا ۲۶ ساله بود، همسر دوم یوهان نپوموک گوتفرید گراف لوتزو، فرمانده قلعه هوهن‌زالسبورگ، بود. او پیانیستی ماهر بود. این قطعه به مهارت فنی زیادی نیاز ندارد، اما چابکی لازم است. موتسارت این کنسرتو را در چهارم اکتبر ۱۷۷۷ در مانهایم و مونیخ اجرا کرد و از آن برای آموزش نیز استفاده کرد. سه کادنزا (بخش‌های بداهه‌نوازی) از موتسارت باقی مانده است.

## سازبندی
سازبندی این کنسرتو شامل دو ابوا، دو هورن، تک نوازی پیانو و بخش زهی است.